# El Castellot (Sant Mateu de Bages)
El Castellot és una obra de Sant Mateu de Bages declarada Bé Cultural d'Interès Nacional.

## Descripció
Edificació rectangular de planta i pis sense coberta i en ruïnes, del qual es conserven uns 8-10 m d'alçada. La seva planta mesura uns 11 × 8 m i està construït amb pedres lligades amb morter de calç. Els blocs de pedra són petits, disposats horitzontalment, essent més grans als escaires. L'entrada principal està orientada a sud-est i està formada per un arc de mig punt de grans dovelles. Les finestres, de petites dimensions, estan repartides per la planta baixa i el primer pis, el qual no es conserva, igual que la teulada.